# 竹山國小遺址
竹山國小遺址（亦為埔心子遺址）位於南投縣竹山國民小學校區範圍及週邊，行政轄區為南投縣竹山鎮延和里。屬於新石器時代中期，年代約距今4,200-3,300年前的一處史前聚落。地理區為竹山丘陵的侵蝕殘丘，相關水系為街仔尾溪，海拔高度約為150m。本址現況因國小重建及道路開闢(大明路、向學街)，已遭嚴重破壞，保存狀況不佳。

## 命名建議
本址所在的位置，古聚落名為三角潭，或許與舊時地形有所關聯；而真正稱為埔心子聚落約在竹山國小東邊700公尺處。由於本址目前主要範圍涵括在竹山國小校地內；因故，依據遺址命名(從近從小地名)原則，建議應捨棄埔心子遺址一名，更名為竹山國小遺址。

## 文化內涵
出土陶器有紅褐色夾砂陶、黑色陶、黑色陶環、帶繩紋陶、紅色豆形器、小型黑色陶罐等；出土石器有橄欖石玄武岩質石器、網墜、石環等。從出土陶器(斂口罐、黑色陶環、折肩以下施加細繩紋)、石器(橄欖石玄武岩質)、直肢墓葬(砂岩質石板棺)等特徵觀察，本址應歸屬於牛稠仔文化相，而非牛罵頭文化相。

## 研究簡史
1. 1945年7月由日人杉山直明發現(於同美便當廠所在前方的舊集山路段發現被截段的石板棺)。
2. 1946年2月日人杉山直明、金關丈夫、國分直一共同發掘(當年發掘的地點因闢建大明路已不得重現)[4]。
3. 1991年竹山鎮公所闢建外環道路(大明路)，切過本址南端並推平土方(據文獻推測南端應該石棺墓葬區及文化層精華區)。
4. 1993年台閩地區考古遺址普查研究計畫(第一期)時列入重要普查遺址。
5. 2001年9月10日陳聖明、鄒騰露、巫萬行、陳允洋等重勘本址，於竹山鎮延和示範托兒所前方一處空地擋土牆工程斷面發現灰坑遺跡並出土精美的罐形器殘件及帶繩紋陶片、未見石器。
6. 2002年陳聖明在竹山國小靠近天橋的校地，採集到橄欖石玄武岩質的斧鋤形器、巴圖形器等殘件。
7. 2003年12月24日內政部委託中央研究院史語所接受內政部委託進行南投縣考古遺址普查計劃，重勘本址(遺址代號為0804-PHT)，並評鑑列為重要性遺址[5]。
8. 2006年6月竹山鎮公所道路拓寬工程(向學街銜接下坪路)，陳聖明、簡史朗前往勘查，僅出土部份陶片，未見石器或石板棺殘件。

## 文獻記錄
國分氏與金關氏於1953年發表的《最近有關台灣先史考古學的工作》一文中，於「於台中縣埔心子遺跡發掘石棺」一段內文有相關的描述，節錄如下：
「戰後最初進行的考古工作是一九四六年二月在台中縣竹山區埔心子竹山國民學校校園南側開挖石棺。埔心子的石棺遺跡是一九四五年七月為杉山直明氏所發現。埔心子位於濁水溪主流與清水溪之間，由竹山往集集的道路西側，竹山鎮的一端。挖掘工作是由發現者杉山氏與筆者等執行。挖掘出灰褐色砂岩製的箱式石棺，有底部及上蓋。由於石棺是長方形，並在棺底發現石英片岩製的石環(可能是手鐲)之位置，認為是伸展葬形式的石棺葬法之一例。 
以赤褐色混砂的粗面土器為主體，有豆形赤色土器、黑陶質土環出土，同時有繩蓆文土器、橄欖石玄武岩石器出土這點來看，埔心子石棺遺跡的文化相和墾丁石棺的遺跡的文化相酷似。同種的黑色壺形土器，也在位於二層行溪南側、大湖貝塚西方的湖內貝塚區有所發現。
…… 
在埔心子西方、竹山台地西端，能俯視濁水溪與清水溪交會點的竹山神社內，發現赤褐色粗面土器與打製的石斧類，被認為此與上述的石棺遺跡有所關聯。 在推測竹山石棺遺跡的文化與台灣西岸平原的南部地區先史文化之間有關聯的同時，由附近遺跡發現的石錘形式，或從火度不高的黝黑色土器及石製手鐲等，可以認為和擁有相同式樣石棺的埔里大馬璘遺跡亦有關聯。」(金關丈夫、國分直一 1990)

## 資料來源
1. ↑  .   [2013-12-11]. （原始内容存档于2013-12-18）.
2. ↑  .   [2013-12-11]. （原始内容存档于2013-12-14）.
3. ↑  .   [2015-11-04]. （原始内容存档于2021-06-25）.
4. ↑  本址為南投縣竹山鎮轄區內曾經部份發掘或試掘的第一個遺址地點，參與發掘學者為日人杉山直明、金關丈夫與國分直一，但發掘地點未有明確記錄；也由於發掘時間在台灣戰後初期，亦未有正式的發掘學術報告問世，僅有文字摘述(請參見文獻記錄)，當年的出土遺物等也不能復見。
5. ↑  劉益昌、陳仲玉、郭素秋、鄭安睎、吳美珍、鍾國風、張彥祥、林三吉、簡史朗 2004 《臺閩地區考古遺址普查研究計畫(第七期)：南投縣》 內政部委託中央研究院歷史語言研究所之研究報告。
6. ↑  金關丈夫、國分直一 1990 〈最近有關台灣先史考古學的工作〉，載於譚繼山(譯)、陳昱(審訂)的《台灣考古誌—光復前後先史遺跡考證》，台灣研究叢書(T-19)，頁 52-81。台北：武陵出版有限公司。